# Dampierre-sous-Bouhy
Dampierre-sous-Bouhy is een gemeente in het Franse departement Nièvre (regio Bourgogne-Franche-Comté) en telt 486 inwoners (2009). De plaats maakt deel uit van het arrondissement Cosne-Cours-sur-Loire.

## Geografie
De oppervlakte van Dampierre-sous-Bouhy bedraagt 26,9 km², de bevolkingsdichtheid is 18,1 inwoners per km².
De onderstaande kaart toont de ligging van Dampierre-sous-Bouhy met de belangrijkste infrastructuur en aangrenzende gemeenten.

## Demografie
Onderstaande figuur toont het verloop van het inwonertal (bron: INSEE-tellingen).